# Leptospermum maxwellii
Leptospermum maxwellii är en myrtenväxtart som beskrevs av Spencer Le Marchant Moore. Leptospermum maxwellii ingår i släktet Leptospermum och familjen myrtenväxter. Inga underarter finns listade i Catalogue of Life.